# Dardanija
Dardanija (latinsko Dardania, starogrško starogrško Δαρδανία [Dardanía]) je bila rimska in bizantinska provinca na Balkanu. Od leta 87 do 284 je bila neformalna pokrajina v Meziji, potem pa je kot provinca postala del Mezijske dioceze (293–337).  Ime je dobila po Dardancih, ki so bili v pokrajini naseljeni že pred rimsko osvojitvijo Balkana (28 pred n. št. – 6 n. št.).

## Ozadje
Etimologijo imena Dardanija se povezuje z albansko besedo darda - hruška. Ime dardanskega kralja Bardilisa v albanščini pomeni Bela zvezda (iz bard – bel in yli – zvezda).
 Dardanija  je bila naseljena z Iliri, Kelti   in Tračani. Po rimski osvojitvi Ilirije leta 168 pr. n. št. so Rimljani pokrajino kolonizirali in zgradili več mest.

## Rimska Dardanija
Med upravnimi reformami cesarja Dioklecijana (vladal 284-305) in Konstantina I. (vladal 306-337) je bila ustanovljena Dioceza Mezija, v katero je bila vključena večina osrednjega Balkana in Grškega polotoka. Dioceza je bila že po nekaj letih razdeljena na Makedonsko in Dačansko diocezo, ki je obsegala province Sredozemska Dakija, Celinska Dakija, Spodnja Mezija, Dardanija in Prevalitanija. Po letu 238 so Mezijo stalno napadali in pustošili Karpi in Goti, ki so Mezijo napadli že leta 250. Goti so ponovno vdrli preko Donave leta 376 med vladanjem cesarja Valensa (vladal 364-378) in se z njegovim dovoljenjem naselili v Meziji.
V poznorimsko provinco Dardanijo niso bili vključeni vzhodni deli Dardanije.

## Bizantinska Dardanija
Po razpadu Rimskega imperija leta 476 je Dardanija pripadla Bizantinskemu cesarstvu. V njem je ostala do poznega 7. stoletja, ko so Slovani na večini Balkanskega polotoka uničili bizantinsko oblast. Dardanija  kot ločena upravna entiteta je prenehala obstajati. 

## Mesta
V obdobju, ko je Dardanija spadala v rimsko provinco Gornjo Mezijo, so bila njena največje maesta  Ulpiana (Lipljan, Kosovo), Therranda (Prizren, Kosovo), Vicianum (Vučitrn, Kosovo),  Scupi  (Skopje, Makedonija), Vindenis  (Glamnik, Kosovo) in Velanis. Najpomembnejše mesto v provinci je bil Naissus (Niš, Srbija), zgrajen na nekdanji keltski naselbini. Rimljani so ustanovili tudi rudarsko mesto municipium Dardanicum, (Leposavić, Kosovo) ki je bilo pozezano z metalurškimi obrati (metalla Dardanica).   Dardanski Dačani  so živeli v svojem mestu Quemedava.

## Episkopski sedeži
Edini antični episkopski sedež v Rimski provinci Dardaniji  ali Dardaniji, v  Annuario Pontificio omenjen kot naslovni sedež, je bil v Dioklecijani (Kastoria, Grčija).